# Клауд (округ, Канзас)
Шаблон:StateAbbr_ 39°34′ пн. ш. 97°40′ зх. д. / 39.57° пн. ш. 97.66° зх. д.
Округ Клауд (англ. Cloud County) — округ (графство) у штаті Канзас, США. Ідентифікатор округу 20029.

## Історія
Округ утворений 1850 року.

## Демографія
За даними перепису 
2000 року 
загальне населення округу становило 10268 осіб, зокрема міського населення було 5646, а сільського — 4622.
Серед мешканців округу чоловіків було 4880, а жінок — 5388. В окрузі було 4163 домогосподарства, 2698 родин, які мешкали в 4838 будинках.
Середній розмір родини становив 2,89.
Віковий розподіл населення поданий у таблиці:
| Стать    | До 15 років | 15-21 | 22-29 | 30-39 | 40-49 | 50-65 | 65-85 | Понад 85 |
| -------- | ----------- | ----- | ----- | ----- | ----- | ----- | ----- | -------- |
| Чоловіки | 908         | 649   | 346   | 588   | 653   | 806   | 789   | 141      |
| Жінки    | 904         | 624   | 342   | 588   | 638   | 838   | 1054  | 400      |

## Суміжні округи
- Ріпаблік — північ
- Вашингтон — північний схід
- Клей — схід
- Оттава — південь
- Мітчелл — захід
- Джуелл — північний захід

## Виноски
1. 1 2  https://www.kshs.org/geog/geog_counties/view/county:CD
2. 1 2  http://www.cloudcountyks.org/main/112-cloud-county/173-about-cloud-county
3. ↑  Ballotpedia — 2007.
4. ↑  U.S. Decennial Census. United States Census Bureau. Архів оригіналу за 26 квітня 2015. Процитовано 22 липня 2014.
5. ↑  Historical Census Browser. University of Virginia Library. Архів оригіналу за 26 Грудня 2013. Процитовано 22 липня 2014.
6. ↑  Population of Counties by Decennial Census: 1900 to 1990. United States Census Bureau. Архів оригіналу за 5 Червня 2019. Процитовано 22 липня 2014.
7. ↑  Census 2000 PHC-T-4. Ranking Tables for Counties: 1990 and 2000 (PDF). United States Census Bureau. Архів оригіналу (PDF) за 18 Грудня 2014. Процитовано 22 липня 2014.
8. ↑  State & County QuickFacts. United States Census Bureau. Архів оригіналу за 8 липня 2011. Процитовано 22 липня 2014.(англ.) Наведено за англійською вікіпедією.
9. ↑  American FactFinder. Бюро перепису населення США. Архів оригіналу за 29 липня 2011. Процитовано 31 січня 2008.

| США | Це незавершена стаття з географії США. Ви можете допомогти проєкту, виправивши або дописавши її. |